# Oratorio di San Francesco Piccolino

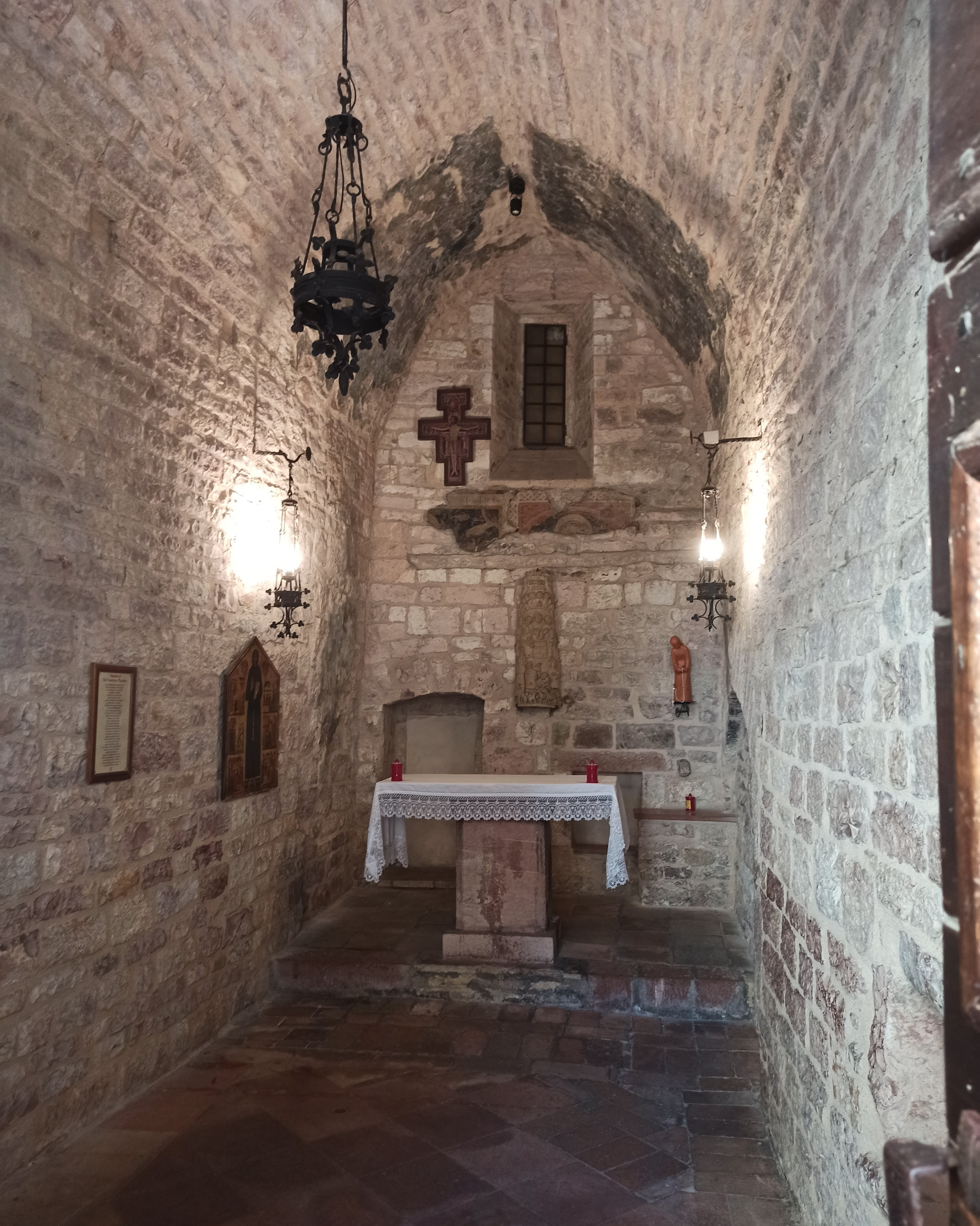
Interno dell'oratorio di San Francesco Piccolino ad Assisi.

La chiesa San Francesco Piccolino è un edificio religioso del centro di Assisi, vicino alla Chiesa Nuova.
Fu costruito a partire dal XIII secolo grazie all'iniziativa di Piccardo, nipote del santo, nel luogo in cui si racconta che donna Pica diede alla luce san Francesco d'Assisi. Adornato da affreschi realizzati in un arco di tempo databile dal XIII al XV secolo, nel 1926 è stato riportato alle fattezze originarie.